# Siemens Open 2000
Il Siemens Open 2000 è stato un torneo di tennis facente parte della categoria ATP Challenger Series nell'ambito dell'ATP Challenger Series 2000. Il torneo si è giocato a Scheveningen nei Paesi Bassi dal 10 al 16 luglio 2000 su campi in terra rossa.

## Vincitori

### Singolare
Nicolas Coutelot ha battuto in finale  Martin Rodriguez che si è ritirato sul punteggio di 6–3, 0-0 (30-30)

### Doppio
Paul Hanley /  Nathan Healey hanno battuto in finale  Marcus Hilpert /  Thomas Strengberger con il punteggio di 6–2, 1–6, 6–3